# مدفئ الساق
مُدَفِّئ الساق هو لباس للساق، يشبه الجورب ولكنه أكثر سُمكاً وعديم القدم بشكل عام.